# Лубовиці (Сілезьке воєводство)
Лубовиці (пол. Łubowice) — село в Польщі, у гміні Рудник Ратиборського повіту Сілезького воєводства.
Населення — 363 особи (2011).

## Демографія
Демографічна структура станом на 31 березня 2011 року:
|          | Загалом | Допрацездатний вік | Працездатний вік | Постпрацездатний вік |
| -------- | ------- | ------------------ | ---------------- | -------------------- |
| Чоловіки | 160     | 20                 | 117              | 23                   |
| Жінки    | 203     | 29                 | 135              | 39                   |
| Разом    | 363     | 49                 | 252              | 62                   |

## Відомі люди
Народився Йозеф фон Айхендорф (1788)